# Цыпкин, Альтер Львович
А́льтер Льво́вич Цы́пкин (16 февраля 1891 — 5 марта 1985) — советский учёный-юрист, доктор юридических наук, профессор, адвокат, основатель кафедры уголовно-процессуального права СЮИ-СГАП.

## Биография
Альтер Львович Цыпкин родился 16 февраля 1891 года в Полтаве в еврейской семье.
- 1922 год — окончил правовой факультет Харьковского института народного хозяйства.
- 1922—1948 годы — работал адвокатом в Саратовской коллегии адвокатов.
- 1931 год — принят преподавателем в Саратовский юридический институт им. Д. И. Курского.
- 1931—1980 годы — занимал должности профессора, заведующего кафедрой уголовного процесса, профессора-консультанта.
- 1938 год — защитил кандидатскую диссертацию на тему: «Судебный допрос в советском уголовном процессе».
- 1939 год — получил учёное звание доцента.
- 13 мая 1955 года — защитил докторскую диссертацию на тему: «Конституционное право на защиту в советском уголовном процессе».
- 1956 год — получил учёное звание профессора.

Во время кампании «по борьбе с космополитизмом» (1950 годы) был обвинён руководством института в преклонении перед «буржуазным западом» за опубликование фундаментального исследования «Адвокатская тайна» в 1947 году.
А. Л. Цыпкиным опубликовано более 100 научных трудов, которые не потеряли актуальности до сих пор. Под его руководством защищено 12 кандидатских диссертаций и одна докторская.
Умер 5 марта 1985 года в Саратове.

## Награды и звания
Ордена и медали
- Орден «Знак Почёта»;
- Медаль «За доблестный труд в Великой Отечественной войне 1941—1945 гг.»

Звания
- Доктор юридических наук;
- Профессор

## Публикации

### Книги
- Цыпкин А. Л. Адвокатская тайна. — Саратов: СГУ, 1947. — 40 с.
- Цыпкин А. Л. Судебное разбирательство в советском уголовном процессе. — Саратов: СГУ, 1962. — 72 с.
- Цыпкин А. Л. Право на защиту в советском уголовном процессе. — М.: Коммунист, 1959. — 336 с.
- Цыпкин А. Л. Право на защиту в кассационном и надзорном производстве и при исполнении приговора. — Саратов: Приволж. кн. изд-во, 1965. — 152 с.
- Цыпкин А. Л. Очерки советского уголовного судопроизводства. — Саратов: СГУ, 1975. — 118 с.
- Цыпкин А. Л., Познанский В. А., Акинча Н. А. Учебно-методическое пособие по советскому уголовному процессу. — Саратов: Саратовский юридический институт им. Д. И. Курского, 1968. — 184 с.
- Цыпкин А. Л., Познанский В. А., Чеканов В. Я. Советский уголовный процесс: Вопросы Общей части. — Саратов: СГУ, 1986. — 192 с.
- Цыпкин А. Л. Вопросы теории и практики прокурорского надзора: межвузовский научный сборник. — Саратов: СГУ, 1974. — 182 с.
- Цыпкин А. Л., Познанский В. А., Акинча Н. А. Советский уголовный процесс: Часть общая: Учебное пособие. — Саратов: СГУ, 1968. — 157 с.

### Статьи
- Цыпкин А. Л. Вопросы защиты по уголовным делам. Сб. статей под ред. П. С. Элькинд. Изд. Ленинградского ун-та, 1967, 203 стр. :(Рецензия) // Правоведение. — 1969. — № 1. — С. 129—130.
- Цыпкин А. Л. Вопросы судоустройства и судопроизводства по уголовным делам: В. П. Нажимов. Суд как орган правосудия по уголовным делам. Вопросы организации суда и осуществления правосудия в СССР. В сб.: «Труды кафедры правоведения Калининградского ун-та», т. 1. Калининград, 1970: (Рецензия) // Правоведение. — 1971. — № 6. — С. 112—113.
- Цыпкин А. Л. Предание суду и право на защиту // Правоведение. — 1961. — № 4. — С. 92-104.
- Ученые записки Харьковского юридического института, вып. IX, 1957, 212 стр.: (Рецензия) / В. А. Познанский, А. Л. Цыпкин, Г. И. Вольфман, Ц. М. Каз и др. // Правоведение. — 1958. — № 4. — С. 116—121.

### Биография
- Сырых В. М. Видные ученые-юристы России (Вторая половина XX века). Энциклопедический словарь биографий. — М.: РАП, 2006. — 548 с. — ISBN 5939160565.
- Демидов А. И., Бичехвост А. Ф., Тяпугина Н. Ю., Маторина Е. И. Энциклопедия нашей жизни. — Саратов: СГАП, 2006. — С. 309—311. — 439 с. — 1500 экз. — ISBN 5792404275.

### Критика
- Гродзинский М. М. Защита в советском уголовном процессе. (Цыпкин А. Л. Право на защиту в советском уголовном процессе. — Саратов, 1959. — 335 с.). Рецензия // Советское государство и право : научный журнал. — М.: Наука, 1960. — № 3. — С. 154—155.